# 1108
1108 (MCVIII) a fost un an bisect al calendarului iulian.

## Evenimente
- 29 mai: Bătălia de la Ucles. Înfrângere decisivă a castilienilor de către almoravizi.

### Nedatate
- martie: Cadi-ul din Tripoli, Fakhr al-Mulk, solicită fără succes ajutoare de la sultanul Muhammed I din Bagdad.
- august: Musulmanii din Tripoli caută ajutor din partea vizirului Al-Afdhal din Egipt, împotriva cruciaților.
- august-septembrie: Atabegul de Mosul, Jawali Saqawa îl eliberează pe Balduin al II-lea (Balduin du Bourg), conte de Edessa; acesta se duce la Antiohia pentru a-și reclama drepturile în fața lui Tancred de Hauteville, regent atât în Antiohia cît și în Edessa; confruntat cu un refuz din partea acestuia, Balduin părăsește Antiohia pentru a face joncțiunea cu noul său aliat, Jawali; în urma medierii patriarhului de Antiohia, cei doi cruciați ajung la o înțelegere, prin care Balduin du Bourg își recuperează fieful din Edessa și ia unele măsuri favorabile musulmanilor din oraș; pe de altă parte, conducătorul Alepului, Ridwan se aliază cu Tancred împotriva atât a lui Balduin, cât și a lui Jawali; situații confuze de cooperare cruciato-musulmană.
- septembrie: Tratatul de la Deabolis, dintre împăratul bizantin Alexios I Comnen și Bohemund I de Tarent, principe de Antiohia; eșuând în planurile sale antibizantine, Bohemund este nevoit să transforme o parte din stăpânirea sa din Antiohia în fief bizantin; rămas regent la Antiohia, Tancred refuză însă recunoașterea acestui tratat și recuperează posesiunile obținute în 1105 atât de către emirul de Alep, cît și de către bizantini în Cilicia.
- octombrie: Bătălia de la Tell Bacher (Turbessel): Tancred, regentul Antiohiei, sprijinit de emirul Ridwan din Alep, surprind în dreptul fortăreței Tell Bacher trupele lui Jawali, atabegul de Mosul, și ale lui Balduin de Bourg, pe care reușesc să le disperseze, Jawali refugiindu-se în fortăreață; Tancred se află la apogeul carierei sale; profitând de absența și mai ales de înfrângerea lui Balduin du Bourg, armenii din Edessa se revoltă, însă contele de Edessa reușește să îi aresteze pe capii revoltei; de asemenea, locuitorii din Mosul se răscoală împotriva lui Jawali și cheamă în ajutor pe sultanul Muhammed I, aflat la Bagdad; Jawali preîntâmpină pericolul și ajunge la Isfahan, unde îl imploră pe Muhammed I să îi acorde iertare, drept pentru care primește guvernare unei provincii din Persia.
- Creator al lavrei din Kiev, Teodosie este canonizat.
- Clanurile Taira și Minamoto își unesc forțele pentru a guverna Japonia, după înfrângerea călugărilor luptători de la templul Enryakuji, de lângă Kyoto.
- Cruciada regelui Sigurd I al Norvegiei ajunge în Sicilia.
- Este consemnată comuna din Noyon, în Franța.
- Este semnalat primul conte de Orkney, în persoana Sfântului Magnus.
- Împăratul Henric al V-lea intervine în Ungaria, împotriva regelui Koloman; germanii se îndraptă către Pressburg, dar se văd nevoiți să se retragă la vestea invadării Boemiei de către regele Boleslaw al III-lea al Poloniei, iar acțiunea antimaghiară eșuează.

## Arte, Știință, Literatură și Filozofie
- Catedrala San Zeno din Pistoia este arsă până la temelii.
- Cneazul Sviatopulk întemeiază la Kiev mănăstirea Sfântul Mihail.
- Este sfințită catedrala din Chichester, în Anglia.
- Guillaume de Champeaux întemeiază colegiul Saint-Victor din Paris.
- Pierre Abelard studiază la Paris cu maestrul Guillaume de Champeaux.

## Înscăunări
- 29 sau 30 iulie: Ludovic al VI-lea, rege al Franței.
- Magnus, conte de Orkney, sfânt.

## Nașteri
- Bohemund al II-lea, principe de Antiohia (d. 1131).
- Balduin al IV-lea, conte de Hainaut (d. 1171).
- Leopold al IV-lea (Leopold I), duce de Bavaria și margraf de Austria (d. 1141).
- Henric al X-lea, duce de Bavaria (d. 1139).
- Vishnuvardhana, conducător indian (d. ?)

## Decese
- 26 ianuarie: Alberic de Cîteaux (n. ?)
- 29 iulie: Filip I, rege al Franței (n. 1052)
- Niceta, episcop de Novgorod (n. ?)
- Veera Ballala I, conducător indian (n. ?)